# Jean Hermant
Pour les articles homonymes, voir Hermant.
Jean Hermant est un historien ecclésiastique français, curé de Maltot près de Bayeux, né le 16 février 1650 à Caen et mort le 13 novembre 1725 à Maltot.

## Œuvres

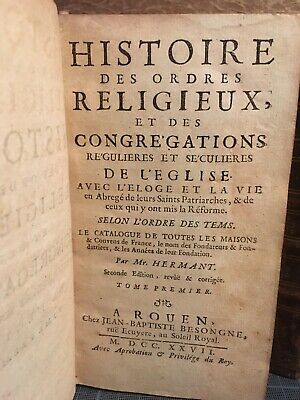
Deuxième édition (1727) de lHistoire des ordres religieux et des congrégations.

Il a laissé, outre un recueil d’Homélies, plusieurs abrégés qui eurent du succès :
- Histoire des conciles, Rouen, 1695 ;
- Histoire de l'établissement des ordres religieux et des congrégations de l'Église, 1697 ;
- Histoire des ordres militaires et des ordres de chevalerie, 1698 ;
- Histoire des hérésies, 1717.

On lui doit aussi une Histoire du diocèse de Bayeux, Caen, Pierre F. Doublet, 1705 Lire en ligne. Il inclinait au jansénisme.